# Елена Кантакузина
Елена Кантакузина (др.-греч. Έλένη Καντακουζηνή; 1333 — 10 декабря 1396 года) — византийская императрица, супруга императора Иоанна V Палеолога.

## Происхождение
Происходила из знаменитого византийского рода Кантакузинов. Была дочерью византийского императора Иоанна VI Кантакузина и Ирины Асень, сестрой византийского императора Матфея Кантакузина и деспота Мореи Мануила Кантакузина. Её сестры Мария и Феодора были, в свою очередь, женами Никифора II Орсини и Орхана I.

## Биография
Её отец, тогда ещё великий доместик Иоанн Кантакузин, и будущий муж, малолетний император Иоанн V Палеолог, были соперниками во время гражданской войны в Византии (1341—1347). В 1347 году Иоанн Кантакузин вошёл в Константинополь и стороны заключили мировое соглашение, согласно которому Иоанн Кантакузин был признан как старший соимператор Иоанна V Палеолога, пока тот не достигнет совершеннолетия. С целью скрепления договора Елена Кантакузина была выдана замуж за Иоанна V Палеолога. Бракосочетание состоялось 28-29 мая 1347 года. На тот момент Елене было тринадцать лет, а её жениху только через месяц исполнялось пятнадцать. Мир между её мужем и отцом продолжался до 1352 года, когда Иоанн V Палеолог возобновил войну против своего соправителя. В апреле 1353 года Иоанн VI Кантакузин провозгласил её брата Матфея своим и Иоанна V Палеолога соправителем. Патриарх Каллист I отказался короновать сына Кантакузина и был смещён императором с патриаршего престола. Коронация Матфея состоялась лишь в феврале 1354 года при новом патриархе Филофее. 4 декабря 1354 года Иоанн V Палеолог вынудил Иоанна VI Кантакузина отречься от престола и постричься в монахи. Матфей в течение ещё трёх лет отражал натиск Иоанна V и его союзников — сербов, болгар и турок. В 1357 году сербскому полководцу Воихне удалось взять Матфея в плен. Иоанн V Палеолог потребовал отречения Матфея от престола в Адрианополе. Палеолог оставил соперника в живых, удовлетворившись его отречением от престола.

## Последние годы жизни
В мае 1373 года сын Елены и Иоанна V Палеолога Андроник и сын турецкого султана Мурада I Санджи Челеби совместно подняли восстание против своих отцов, которое Мурад I быстро подавил. Андроник вместе со своим сыном Иоанном были захвачены, однако вскоре бежали из плена в Галату. После этого Иоанн V сделал свои соправителем другого сына, Мануила. С помощью генуэзцев и сербского правителя Марко Кралевича Андронику с сыном удалось свергнуть Иоанна V с престола. Елена со своим мужем и сыном Мануилом попала в темницу, где находилась три года. 12 августа 1376 года Андроник вместе со своим сыном Иоанном короновались как императоры Византии. Однако благодаря султану Мураду I 1 июля 1379 года Иоанну V Палеологу удалось вернуть себе престол, а Андроник IV c Иоанном VII вновь бежали в контролируемый генуэзцами квартал Галата, захватив с собой в заложники и свою мать Елену Кантакузину. Она оставалась в плену у своего сына до 1381 года, когда Иоанн V простил Андроника и дал ему в удел города на северном побережье Мраморного моря. Конфликт Иоанна V и Андроника IV продолжался до смерти последнего в 1385 году. Андроника IV сменил его сын Иоанн VII Палеолог, которому также удалось кратковременно свергнуть с престола своего деда Иоанна V Палеолога в 1390 году. Роль Елены в этом конфликте была незначительна, так как несколько источников даже не упоминают её. Иоанн V был восстановлен на престоле, но вскоре умер 16 февраля 1391 года. На престоле его сменил Мануил. Елена пережила своего мужа и удалилась в монастырь Святой Марты приняв имя Хипомона («Терпение»). Она умерла 10 декабря 1396 года.

## Дети
В браке Елены Кантакузин и Иоанна V Палеолога родились:
- Андроник IV (1348—1385) — византийский император (1376—1379);
- Мануил II (1350—1425) — византийский император (1391—1425);
- Михаил (умер ок. 1376/1377);
- Феодор I Палеолог (1355—1407) — деспот Мореи;
- Ирина (1349—1362) — супруга своего двоюродного брата Халиля, сына султана Орхана и Феодоры Кантакузины;
- Мария (умерла ок. 1376) — была обручена с Мурадом I, умерла до брака;
- неизвестная дочь, была обручена с Петром II Кипрским;
- неизвестная дочь, постриглась в монашество в 1373 году;
- ещё одна неизвестная дочь, которая также постриглась в монашество в 1373 году.

## В литературе
Персонаж в романе La luce di Orione Valerio Evangelisti.